# Otto Polacsek
Otto Ernst Polacsek, född 23 juni 1904 i Oberburgau i Österrike-Ungern (nuvarande Österrike), var en österrikisk hastighetsåkare på skridskor. Han deltog i olympiska spelen i Sankt Moritz 1928. På 500 meter kom han 21:a plats och på 5 000 meter kom han på åttonde plats.